# Крест в христианстве
Крест в христианстве традиционно является религиозным символом христианства и объектом религиозного почитания в ряде христианских конфессий. В христианском богословии рассматривается как символ, указывающий на искупительную жертву Иисуса Христа.
Это символическая геометрическая фигура, на которой, как правило, отсутствует изображение самой фигуры распятого Христа.
Вспомогательная историческая дисциплина, изучающая историю и иконографию христианского креста называется ставрографией.

## Иконография

### В Православной церкви
В православии наиболее распространена восьмиконечная форма креста с верхней и нижней перекладинами.
На древних иконах встречается также изображение семиконечного креста, в котором столб не выходит за верхнюю перекладину.
- верхняя над основной горизонтальной перекладиной символизирует табличку на кресте Христа с надписью INRI (либо ІНЦІ, «Іисусъ Назарянинъ, Царь Іудейский»);
- нижняя косая перекладина символизирует подпорку для ног, а также двух разбойников, распятых слева и справа от Христа. Один из них перед смертью раскаялся в своих грехах, за что был удостоен Царствия Небесного. Другой же перед смертью хулил и поносил своих палачей и Христа.

В православной аскетике есть такое понятие, как «несение своего креста», то есть терпеливое исполнение христианских заповедей на протяжении всей жизни христианина, основанное на словах Иисуса Христа: «Если кто хочет идти за Мною, отвергнись себя, и возьми крест свой, и следуй за Мною» (Мф. 16:24).
Однако, в православии имеют место и иные типы крестов, например: новгородский , греческий  и гамма-крест . Так, греческие и гамма-кресты вышиты на саккосе (облачении) XIV века московского митрополита святителя Алексия, хранящемся в Оружейной палате.

### В Католической церкви
В католицизме используется четырёхконечная форма креста с удлинением нижней части. Кроме того, в отличие от православного креста, на нём ступни Христа скрещены и забиты одним гвоздём.

## Происхождение культа креста
Возникновение в христианстве культа фигуры креста связано с мученической смертью Иисуса Христа, которую он принял на кресте по приговору Понтия Пилата.
Распятие на кресте было распространённым способом казни в Древнем Риме, позаимствованным от карфагенян — потомков финикийских колонистов (считается, что впервые распятие использовалось именно в Финикии). Обычно к смерти на кресте приговаривали разбойников; многие ранние христиане, подвергавшиеся гонениям, начиная с времён императора Нерона, также были казнены таким образом. В частности, как сообщает предание, апостол Пётр пожелал быть распятым головой вниз, считая себя недостойным принять ту же смерть, что и Иисус.
Крестное знамение — жест принадлежности к вере, упоминается в источниках минимум с III века.
До IV века и правления Константина Великого христиане редко употребляли изображения креста. Однако солиды императора Тиберия II (VI век) уже содержат кресты.
Почитание креста не прекратилось даже в период византийского иконоборчества. Напротив, он стал основным символом украшения храмов, а Седьмой Вселенский собор основывает на его почитании свой оросс об иконопочитании.

### В искусстве
- Распятие (иконография)#Крест как символ — о символическом обозначении Христа
- Крест#Графические типы крестов

## Критика и отрицание почитания креста
В комментарии к переводу Библии, изданном Оксфордским университетом в 1885 году, говорится: «Гомер употребляет слово σταυρός (ставрос) для обыкновенного кола, столба или бревна. И в этом значении употребляется это слово во всей классической литературе. Оно никогда не обозначает два бревна, прикреплённых друг к другу под каким-либо углом, но оно всегда обозначает одно отдельное бревно <…> В греческом тексте НЗ нет никаких указаний на то, что это были два бревна».
Наиболее известны своим отрицательным отношением к поклонению крестам следующие религиозные течения:
1. Катары
2. Толстовцы
3. Богомилы
4. Молокане
5. Свидетели Иеговы
6. Мормоны

Свидетели Иеговы в качестве формы орудия казни Иисуса Христа называют вертикальный столб. Они считают поклонение кресту, как и другим изображениям, идолопоклонством и полагают, что Библия осуждает почитание любых языческих символов (2Кор. 6:14—18; Исх. 20:4—5; 1Кор. 10:14).

### Ответы на критику
Критика доводов, приводимых сторонниками того, что Христос был распят на столбе, основывается на различии древнегреческого и греческого языка первого века. Так кандидат философских наук, иеромонах Иов (Гумеров) отвечает на филологические доводы следующее:

Приведённая аргументация является обычным софизмом. В основе его лежит грубое логическое нарушение: подмена термина. Делается утверждение о классическом греческом языке, а затем рассматривается язык апостольского века. Классическим греческий язык был до IV в. до Р. Х. После завоеваний Александра Македонского начинается эпоха эллинизма, для культуры которой характерен синтез греческой и местных восточных культур (IV—II вв. до Р. Х.). В 146 г. до Р. Х. Рим разгромил Ахейский союз и установил господство над всей Грецией. Во II в. до Р. Х. римляне переняли у Карфагенян самый жестокий вид казни — распятие. Орудие это получило название crux, crucis.

Слово ставрос имеет всё же два смысла — столб и крест. Хоть в оригинале Библии и используется слово ставрос, но оно используется в смысле «крест». Для обозначения столба в Библии есть другое слово — стьюлос.
По мнению сторонников богословского взгляда, утверждение про «столб» опровергается библейским текстом. В Новом Завете это слово используется исключительно для обозначения орудия казни Христа и никогда в отношении чего бы то ни было иного. Слово же «столб» (столп) в греческом Новом Завете обозначено как στῦλος (1Тим. 3:15; Гал. 2:9; Откр. 3:12, 10:1), что, собственно, и обозначает «столб», либо как ξύλον (Деян. 5:30, 10:39; 1Петр. 2:24) «столб, бревно, полено».
Александр Мень указывает на пророческое использование образа креста в Ветхом Завете через знак ת «тав»:
В книге пророка Иезекииля говорится… Ангел ставит печать «тав» на челах людей. И вот тут удивительное, таинственное совпадение преобразований. В современном еврейском квадратном шрифте буква «тав» напоминает русское «п», но в древних алфавитах, в древнем ханаанском и в финикийском, буква «тав» выглядела как крест, — либо как крест св. Андрея (см. некоторые надписи X века до н. э.), либо просто как крест, как во всех финикийских надписях. …У древних христиан, очевидно, это и стало первым знаком осенения себя крестным знамением и осенения верующего во время крещения святой водой, то есть это было знаком Христа, и мало кем замечено, чем был этот удивительный прообраз у пророка Иезекииля. Здесь — тот же самый символ. Среди бури и смятений мира избирается малое стадо, и на них печать. В данном случае это печать крещения, и не просто печать крещения, но печать следования за Агнцем.Александр Мень. Комментарий на Откровение Иоанна Богослова

## Крест в христианском искусстве
- Распятие (предмет)
- Распятие (иконография)